# Meunieriella eugeniae
Meunieriella eugeniae är en tvåvingeart som beskrevs av Edwin Möhn 1975. Meunieriella eugeniae ingår i släktet Meunieriella och familjen gallmyggor.
Artens utbredningsområde är El Salvador. Inga underarter finns listade i Catalogue of Life.